# Католицька церква в Ірані
Като́лицька це́рква в Іра́ні — друга християнська конфесія Ірану. Складова всесвітньої Католицької церкви, яку очолює на Землі римський папа. Керується конференцією єпископів. Станом на 2004 рік у країні нараховувалося близько 24 000 католиків (0,03% від усього населення). Існувало 5 діоцезій, які об'єднували 17 церковних парафій.  Кількість  священиків — 17 (з них представники секулярного духовенства — 6, члени чернечих організацій — 11), постійних дияконів — 3, монахів — 11, монахинь — 30.

## Галерея

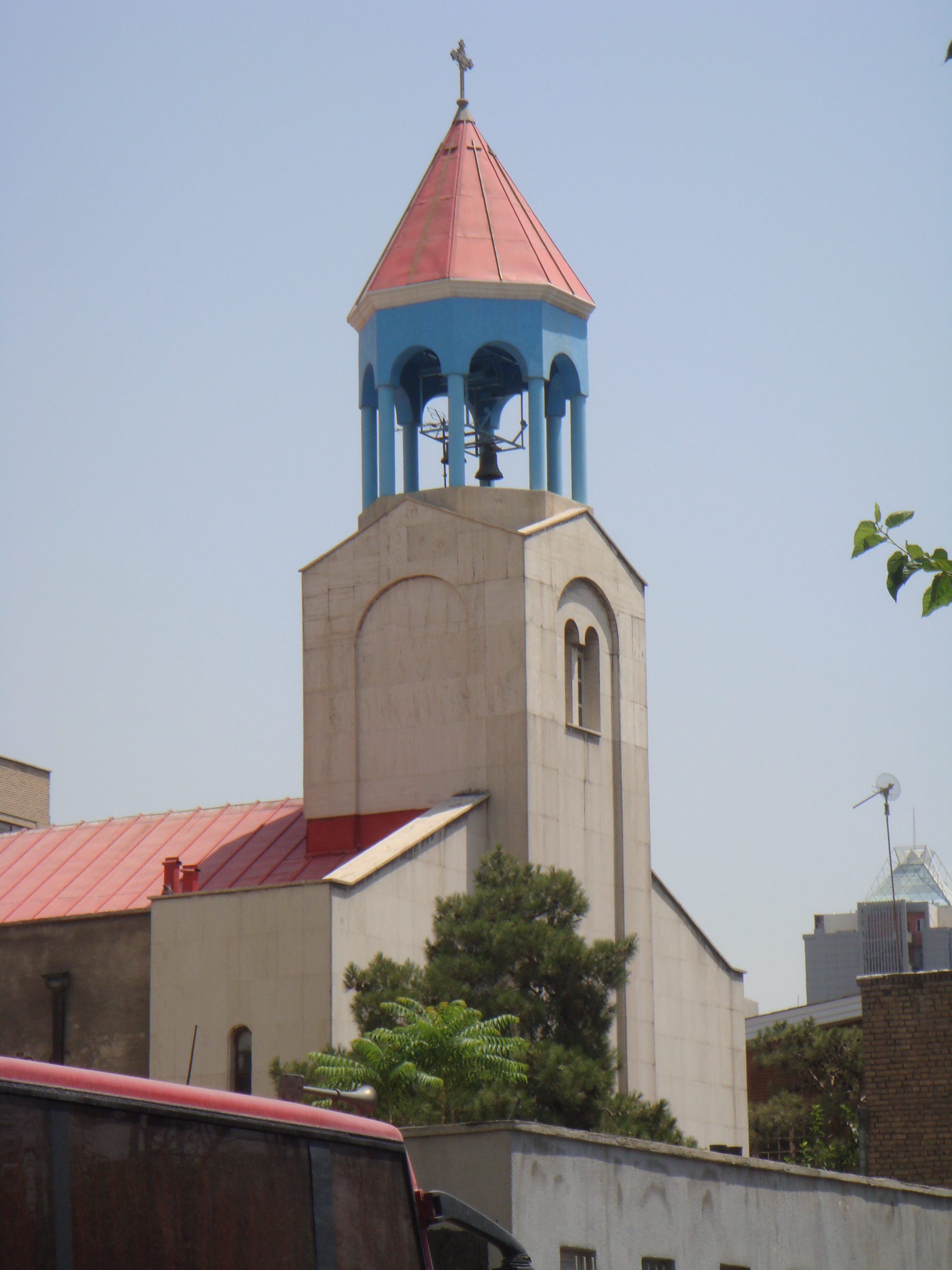
Вірменська католицька церква у Тегерані
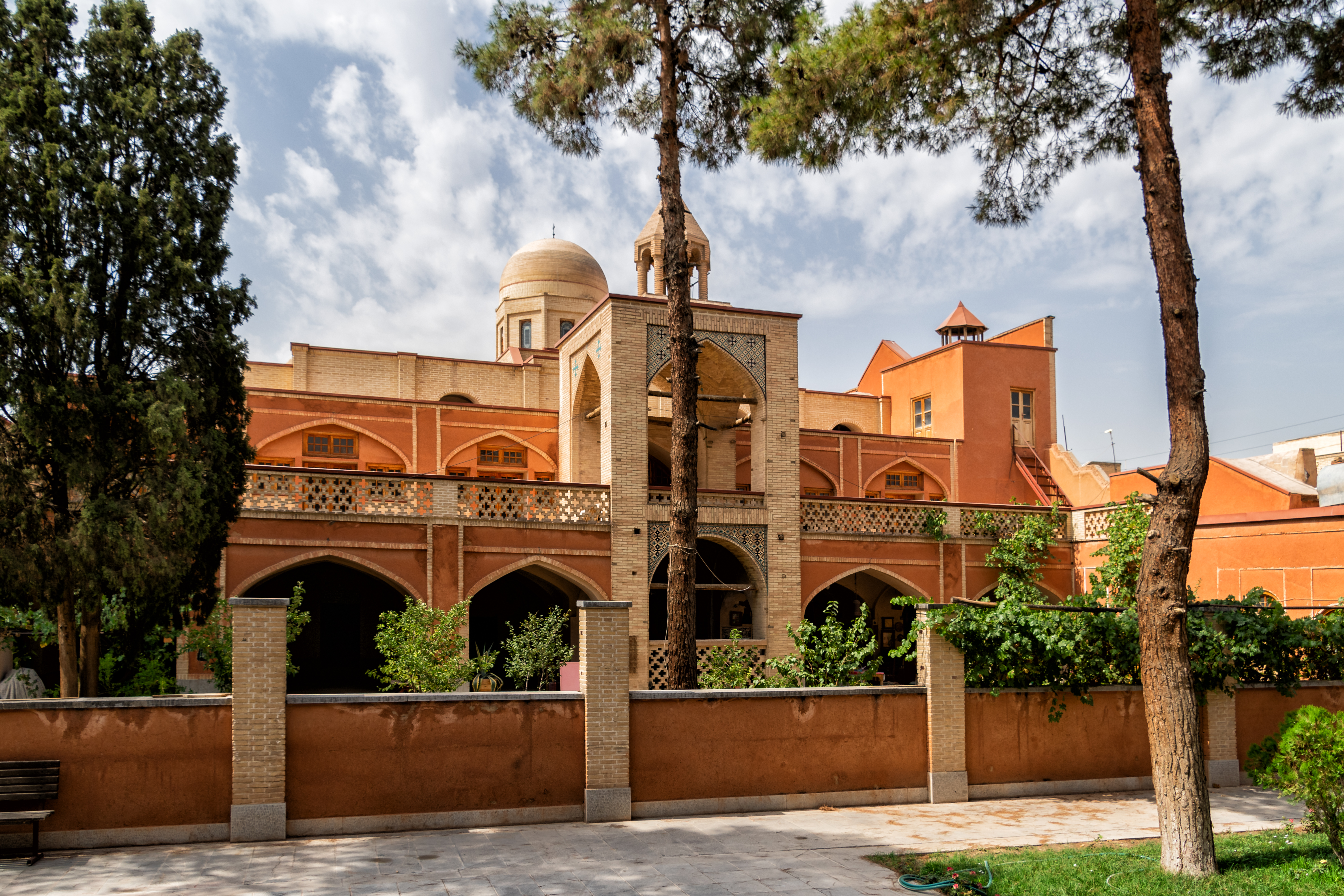
Католицька церква Богоматері у Новій Джульфі
Церква Святого Лазара у ТебризіЦерква Святого Лазара у Тебризі